# Lanak
Lanak (lat. Thesium), biljni rod tradicionalno iz porodice santalovki.,  međutim, Nickrent et al. (2010) smještaju Thesium u  porodicu Thesiaceae. Nedavne taksonomske promjene proširile su rod uključivanjem prethodno opisanih rodova kao što su Kunkeliella Stearn i Thesidium Sond. (Forest i Manning 2013). Iako se Thesium može pronaći u Europi, Aziji, Australiji, Južnoj Americi i Sjevernoj Americi (ljudskim uvođenjem), velika većina vrsta su afričke, a najveća raznolikost nalazi se u regiji Cape. Doista, činjenica da su Lacomucinaea Nickrent & M.A.García i Osyridicarpos A.DC. sestrinski su Thesiumu (Nickrent i García 2015) i oba su ograničena na južnu Afriku, što ukazuje da je ovo vjerojatno područje odakle je rod nastao.
Biom Fynbos, ugrađen u južnoafričku florističku regiju Cape, koja se ponekad naziva i florističko kraljevstvo (Takhtajan 1986), jedna je od floristički najraznolikijih regija na svijetu (Mucina i Rutherford 2006). Doista, od oko 170 imenovanih vrsta Thesium iz Južne Afrike, preko 40 od njih se nalazi samo u regiji Cape. Velika raznolikost komplicira identifikaciju svih kritosjemenjača, ali to je osobito istinito u slabo dokumentiranim rodovima kao što je Thesium. Posljednji veliki taksonomski radovi koji se bave Thesiumom u Južnoj Africi bili su od Hilla (1915., 1925.), ali od tada je imenovan niz novih vrsta. Ključevi predstavljeni u Hillovim radovima danas nisu osobito korisni u identificiranju južnoafričkog Thesiuma jer ne uključuju novije imenovane vrste, npr. one od Browna (1932.) ili Comptona (1931.). Štoviše, znakovi koji se koriste za razlikovanje vrsta nisu učinkoviti kada se ispituje širok spektar uzoraka. Ovo je pogoršano fenotipskom plastičnošću koja se vidi kod nekih vrsta u različitim razvojnim fazama i pod različitim ekološkim uvjetima (vatra, ispaša, nadmorska visina, supstrat itd.).
Postoji preko 350 vrsta; po Kew-u 341. U  Hrvatskoj također raste nekoliko vrsta (navedene su u popisu uz latinske nazive). 

## Vrste
1. Thesium acuminatum A.W.Hill
2. Thesium acutissimum A.DC.
3. Thesium aellenianum Lawalrée
4. Thesium affine Schltr.
5. Thesium afghanicum Hendrych
6. Thesium aggregatum A.W.Hill
7. Thesium alatavicum Kar. & Kir.
8. Thesium alatum Hilliard & B.L.Burtt
9. Thesium albomontanum Compton
10. Thesium alpinum L.,  planinski lanak
11. Thesium amicorum Lawalrée
12. Thesium angolense Pilg.
13. Thesium angulosum A.DC.
14. Thesium annulatum A.W.Hill
15. Thesium annuum Lawalrée
16. Thesium aphyllum Mart. ex A.DC.
17. Thesium archeri Compton
18. Thesium asperifolium A.W.Hill
19. Thesium aspermontanum Zhigila, Verboom & Muasya
20. Thesium asterias A.W.Hill
21. Thesium atratum N.Lombard & M.M.le Roux
22. Thesium atrum A.W.Hill
23. Thesium aureum Jaub. & Spach
24. Thesium auriculatum Vandas
25. Thesium australe R.Br.
26. Thesium bangweolense R.E.Fr.
27. Thesium basninianum Turcz.
28. Thesium bathyschistum Schltr.
29. Thesium bavarum Schrank, gorski lanak
30. Thesium bequaertii Robyns & Lawalrée
31. Thesium bergeri Zucc.
32. Thesium bertramii Azn.
33. Thesium billardierei Boiss.
34. Thesium boissieranum A.DC.
35. Thesium bomiense C.Y.Wu & D.D.Tao
36. Thesium brachyanthum A.W.Hill
37. Thesium brachygyne Schltr.
38. Thesium brachyphyllum Boiss.
39. Thesium brachystegium Post
40. Thesium brachystylum A.W.Hill
41. Thesium brasiliense A.DC.
42. Thesium brevibarbatum Pilg.
43. Thesium brevibracteatum Sumnev.
44. Thesium breyeri N.E.Br.
45. Thesium bundiense Hilliard
46. Thesium burchellii A.W.Hill
47. Thesium burkei A.W.Hill
48. Thesium canariense (Stearn) J.C.Manning & F.Forest
49. Thesium capitatum L.
50. Thesium capitellatum A.DC.
51. Thesium capituliflorum Sond.
52. Thesium carinatum A.DC.
53. Thesium catalaunicum Pedrol & M.Laínz
54. Thesium cathaicum Hendrych
55. Thesium celatum N.E.Br.
56. Thesium chimanimaniense Brenan
57. Thesium chinense Turcz.
58. Thesium cilicicum Hausskn. ex Bornm.
59. Thesium cinereum A.W.Hill
60. Thesium commutatum Sond.
61. Thesium compressum Boiss. & Heldr.
62. Thesium confine Sond.
63. Thesium congestum R.A.Dyer
64. Thesium coriarium A.W.Hill
65. Thesium cornigerum A.W.Hill
66. Thesium corsalpinum Hendrych
67. Thesium costatum A.W.Hill
68. Thesium corymbuligerum Sond.
69. Thesium crassifolium Sond.
70. Thesium crassipes Robyns & Lawalrée
71. Thesium cruciatum A.W.Hill
72. Thesium cupressoides A.W.Hill
73. Thesium cuspidatum A.W.Hill
74. Thesium cymosum A.W.Hill
75. Thesium cystoseiroides Baker
76. Thesium cytisoides A.W.Hill
77. Thesium davidsoniae Brenan
78. Thesium decaryanum Cavaco & Keraudren
79. Thesium deceptum N.E.Br.
80. Thesium decipiens Hilliard & B.L.Burtt
81. Thesium densiflorum A.DC.
82. Thesium densum N.E.Br.
83. Thesium dinteri A.W.Hill
84. Thesium disciflorum A.W.Hill
85. Thesium disparile N.E.Br.
86. Thesium dissitiflorum Schltr.
87. Thesium dissitum N.E.Br.
88. Thesium divaricatum Jan ex Mert. & Koch, raskrečeni lanak
89. Thesium diversifolium Sond.
90. Thesium dmmagiae Zhigila, Verboom & Muasya
91. Thesium dolichomeres Brenan
92. Thesium dollineri Murb. ex Velen., Dollinerov lanak
93. Thesium doloense Pilg.
94. Thesium dumale N.E.Br.
95. Thesium durum Hilliard & B.L.Burtt
96. Thesium ebracteatum Hayne
97. Thesium ecklonianum Sond.
98. Thesium elatius Sond.
99. Thesium emodi Hendrych
100. Thesium equisetoides Welw. ex Hiern
101. Thesium ericaefolium A.DC.
102. Thesium erythronicum Pamp.
103. Thesium euphorbioides P.J.Bergius
104. Thesium euphrasioides A.DC.
105. Thesium exile N.E.Br.
106. Thesium fallax Schltr.
107. Thesium fanshawei Hilliard
108. Thesium fastigiatum A.W.Hill
109. Thesium ferganense Bobrov
110. Thesium filipes A.W.Hill
111. Thesium fimbriatum A.W.Hill
112. Thesium flexuosum A.DC.
113. Thesium foliosum A.DC.
114. Thesium fragile L.f.
115. Thesium frisea L.
116. Thesium fruticosum A.W.Hill
117. Thesium fruticulosum (A.W.Hill) J.C.Manning & F.Forest
118. Thesium fulvum A.W.Hill
119. Thesium funale L.
120. Thesium fuscum A.W.Hill
121. Thesium galioides A.DC.
122. Thesium germainii Robyns & Lawalrée
123. Thesium glaucescens A.W.Hill
124. Thesium glomeratum A.W.Hill
125. Thesium glomeruliflorum Sond.
126. Thesium gnidiaceum A.DC.
127. Thesium goetzeanum Engl.
128. Thesium gontscharovii Bobrov
129. Thesium gracilarioides A.W.Hill
130. Thesium gracile A.W.Hill
131. Thesium gracilentum N.E.Br.
132. Thesium griseum Sond.
133. Thesium gypsophiloides A.W.Hill
134. Thesium hararense A.G.Mill.
135. Thesium helichrysoides A.W.Hill
136. Thesium helodes Hilliard
137. Thesium hillianum Compton
138. Thesium himalense Royle
139. Thesium hirsutum A.W.Hill
140. Thesium hispidifructum N.Lombard & M.M.Le Roux
141. Thesium hispidulum Lam.
142. Thesium hockii Robyns & Lawalrée
143. Thesium hollandii Compton
144. Thesium hookeri Hendrych
145. Thesium horridum Pilg.
146. Thesium humbertii Cavaco & Keraudren
147. Thesium humifusum DC.
148. Thesium humile Vahl, niski lanak
149. Thesium hystricoides A.W.Hill
150. Thesium hystrix A.W.Hill
151. Thesium imbricatum Thunb.
152. Thesium impeditum A.W.Hill
153. Thesium impressum Steud. ex A.DC.
154. Thesium indicum Hendrych
155. Thesium infundibulare N.Visser & M.M.le Roux
156. Thesium inhambanense Hilliard
157. Thesium inonoense Hilliard
158. Thesium inversum N.E.Br.
159. Thesium italicum A.DC.
160. Thesium jarmilae Hendrych
161. Thesium jeaniae Brenan
162. Thesium junceum Bernh. ex Krauss
163. Thesium juncifolium A.DC.
164. Thesium junodii A.W.Hill
165. Thesium karooicum Compton
166. Thesium katangense Robyns & Lawalrée
167. Thesium kernerianum Simonk.
168. Thesium kilimandscharicum Engl.
169. Thesium kotschyanum Boiss.
170. Thesium krymense Romo, Didukh & Borat.
171. Thesium kyrnosum Hendrych
172. Thesium lacinulatum A.W.Hill
173. Thesium laetum Robyns & Lawalrée
174. Thesium leandrianum Cavaco & Keraudren
175. Thesium leptocaule Sond.
176. Thesium leptostachyum A.DC.
177. Thesium lesliei N.E.Br.
178. Thesium leucanthum Gilg
179. Thesium lewallei Lawalrée
180. Thesium libanoticum Ehrenb. ex A.DC.
181. Thesium libericum Hepper & Keay
182. Thesium linophyllon L., obični lanak
183. Thesium lisae-mariae Stauffer ex Markgr.
184. Thesium lisowskii Lawalrée
185. Thesium litoreum Brenan
186. Thesium lobelioides A.DC.
187. Thesium longicaule Zhigila, Verboom & Muasya
188. Thesium longiflorum Hand.-Mazz.
189. Thesium longifolium Turcz.
190. Thesium longiperianthium H.H.Xu & W.Jun
191. Thesium lopollense Hiern
192. Thesium luembense Robyns & Lawalrée
193. Thesium lycopodioides Gilg
194. Thesium lynesii Robyns & Lawalrée
195. Thesium macedonicum Hendrych
196. Thesium macranthum Fenzl
197. Thesium macrostachyum A.DC.
198. Thesium madagascariense A.DC.
199. Thesium magalismontanum Sond.
200. Thesium magnifructum Hilliard
201. Thesium malaissei Lawalrée
202. Thesium manikense Robyns & Lawalrée
203. Thesium maritimum C.A.Mey.
204. Thesium masukense A.W.Hill
205. Thesium matteii Chiov.
206. Thesium mauritanicum Batt.
207. Thesium megalocarpum A.W.Hill
208. Thesium microcarpum A.DC.
209. Thesium microcephalum A.W.Hill
210. Thesium micromeria A.DC.
211. Thesium microphyllum Robyns & Lawalrée
212. Thesium micropogon A.DC.
213. Thesium minkwitzianum B.Fedtsch.
214. Thesium minus (A.W.Hill) J.C.Manning & F.Forest
215. Thesium mossii N.E.Br.
216. Thesium mukense A.W.Hill
217. Thesium multicaule Ledeb.
218. Thesium multiramulosum Pilg.
219. Thesium myriocladum Baker ex A.W.Hill
220. Thesium namaquense Schltr.
221. Thesium natalense Sond.
222. Thesium nationiae A.W.Hill
223. Thesium nautimontanum M.A.García, Nickrent & Mucina
224. Thesium neoprostratum Zhigila, Verboom & Muasya
225. Thesium nigricans Rendle
226. Thesium nigromontanum Sond.
227. Thesium nigroperianthum Zhigila, Verboom & Muasya
228. Thesium nigrum A.W.Hill
229. Thesium nudicaule A.W.Hill
230. Thesium nutans Robyns & Lawalrée
231. Thesium occidentale A.W.Hill
232. Thesium oreogetum Hendrych
233. Thesium oresigenum Compton
234. Thesium orgadophilum P.C.Tam
235. Thesium orientale A.W.Hill
236. Thesium ovatifolium N.Lombard & M.M.le Roux
237. Thesium pallidum A.DC.
238. Thesium palmense P.Pérez & P.Sosa
239. Thesium panganense Polhill
240. Thesium paniculatum L.
241. Thesium parnassi A.DC., Parnasov lanak
242. Thesium paronychioides Sond.
243. Thesium passerinoides Robyns & Lawalrée
244. Thesium patersonae A.W.Hill
245. Thesium patulum A.W.Hill
246. Thesium pawlowskianum Lawalrée
247. Thesium penicillatum A.W.Hill
248. Thesium perrieri Cavaco & Keraudren
249. Thesium phyllostachyum Sond.
250. Thesium pilosum A.W.Hill
251. Thesium pinifolium A.DC.
252. Thesium pleuroloma A.W.Hill
253. Thesium polycephalum Schltr.
254. Thesium polygaloides A.W.Hill
255. Thesium procerum N.E.Br.
256. Thesium procumbens C.A.Mey.
257. Thesium prostratum A.W.Hill
258. Thesium pseudocystoseiroides Cavaco & Keraudren
259. Thesium pseudovirgatum Levyns
260. Thesium psilotocladum Svent.
261. Thesium psilotoides Hance
262. Thesium pubescens A.DC.
263. Thesium pungens A.W.Hill
264. Thesium pycnanthum Schltr.
265. Thesium pygmaeum Hilliard
266. Thesium pyrenaicum Pourr., pirenejski lanak
267. Thesium quarrei Robyns & Lawalrée
268. Thesium quartzicolum Zhigila, Verboom & Muasya
269. Thesium quinqueflorum Sond.
270. Thesium racemosum Bernh. ex Krauss
271. Thesium radicans Hochst.
272. Thesium ramosissimum Bobrov
273. Thesium ramosoides Hendrych
274. Thesium ramosum Hayne
275. Thesium rariflorum Sond.
276. Thesium rasum (A.W.Hill) N.E.Br.
277. Thesium rectangulum Welw. ex Hiern
278. Thesium reekmansii Lawalrée
279. Thesium refractum C.A.Mey.
280. Thesium remotebracteatum C.Y.Wu & D.D.Tao
281. Thesium repandum A.W.Hill
282. Thesium repens Ledeb.
283. Thesium resedoides A.W.Hill
284. Thesium resinifolium N.E.Br.
285. Thesium retamoides (A.Santos) J.C.Manning & F.Forest
286. Thesium rhizomatum Zhigila, Verboom & Muasya
287. Thesium rigidum Sond.
288. Thesium robynsii Lawalrée
289. Thesium rogersii A.W.Hill
290. Thesium rostratum Mert. & Koch, kljunav lanak
291. Thesium rufescens A.W.Hill
292. Thesium rupestre Ledeb.
293. Thesium sawae Zhigila, Verboom & Muasya
294. Thesium saxatile Turcz.
295. Thesium scabriflorum P.H.Davis
296. Thesium scabrum L.
297. Thesium scandens E.Mey. ex A.DC.
298. Thesium schaijesii Lawalrée
299. Thesium schliebenii Pilg.
300. Thesium schmitzii Robyns & Lawalrée
301. Thesium schumannianum Schltr.
302. Thesium schweinfurthii Engl.
303. Thesium scirpoides A.W.Hill
304. Thesium selagineum A.DC.
305. Thesium semotum N.E.Br.
306. Thesium sertulariastrum A.W.Hill
307. Thesium setulosum Robyns & Lawalrée
308. Thesium singulare Hilliard
309. Thesium sommieri Hendrych
310. Thesium sonderianum Schltr.
311. Thesium spicatum L.
312. Thesium spinosum L.f.
313. Thesium spinulosum A.DC.
314. Thesium squarrosum L.f.
315. Thesium stellerioides Jaub. & Spach
316. Thesium stirtonii Zhigila, Verboom & Muasya
317. Thesium strictum P.J.Bergius
318. Thesium strigulosum A.DC.
319. Thesium strigulosum Welw. ex Hiern
320. Thesium stuhlmannii Engl.
321. Thesium subaphyllum Engl.
322. Thesium subnudum Sond.
323. Thesium subsimile N.E.Br.
324. Thesium subsucculentum (Kämmer) J.C.Manning & F.Forest
325. Thesium susannae A.W.Hill
326. Thesium symoensii Lawalrée
327. Thesium szowitsii A.DC.
328. Thesium tauricolum Boiss. & Hausskn.
329. Thesium tenuissimum Hook.f.
330. Thesium tepuiense Steyerm.
331. Thesium tetragonum A.W.Hill
332. Thesium thamnus Robyns & Lawalrée
333. Thesium thomsonii Hendrych
334. Thesium tongolicum Hendrych
335. Thesium translucens A.W.Hill
336. Thesium transvaalense Schltr.
337. Thesium triflorum Thunb. ex L.f.
338. Thesium triste A.W.Hill
339. Thesium tuvense Krasnob.
340. Thesium umbelliferum A.W.Hill
341. Thesium unicaule Haines
342. Thesium unyikense Engl.
343. Thesium urceolatum A.W.Hill
344. Thesium ussanguense Engl.
345. Thesium utile A.W.Hill
346. Thesium vahrmeijeri Brenan
347. Thesium vimineum Robyns & Lawalrée
348. Thesium virens E.Mey. ex A.DC.
349. Thesium virgatum Lam.
350. Thesium viride A.W.Hill
351. Thesium viridifolium Levyns
352. Thesium vlachorum Aldén
353. Thesium welwitschii Hiern
354. Thesium whitehillense Compton
355. Thesium whyteanum Rendle
356. Thesium wightianum Wall.
357. Thesium wilczekianum Lawalrée
358. Thesium xerophyticum A.W.Hill
359. Thesium zeyheri A.DC.
360. Thesium ×hybridum Beck
361. Thesium ×vandasii Rohlena